# Michele Cimarosa
Michele Cimarosa (* 1929 in Messina; † 1993 ebenda) war ein italienischer Schauspieler.
Cimarosa, dessen Bruder ebenfalls als Charakterschauspieler tätig war und größere Bekanntheit erreichte, war zwischen 1963 und 1981 vor allem in Komödien zu sehen, in denen er kraftvolle Interpretationen, oft im sizilianischen Dialekt – die Cimarosas stammen von der Insel – lieferte. Seine bekannteste Rolle spielte er als mexikanischer Gefängnisinsasse in Die rechte und die linke Hand des Teufels.

## Filmografie (Auswahl)
- 1970: Die rechte und die linke Hand des Teufels (Lo chiamavano Trinità)
- 1971: Abend ohne Alibi (In nome del popolo italiano)